# Idactus blairi
Idactus blairi är en skalbaggsart som beskrevs av Stefan von Breuning 1935. Idactus blairi ingår i släktet Idactus och familjen långhorningar.
Artens utbredningsområde är Madagaskar. Inga underarter finns listade i Catalogue of Life.